# 純愛可憐狂想曲 -ダリア-
『純愛可憐狂想曲 -ダリア-』（じゅんあいかれんラプソディー ダリア）は、藤崎真緒による日本の漫画作品。
「花とゆめ」（白泉社）1998年1号・2号に本作のプロローグ編『ダリア』が掲載され、その後同年6号より『純愛可憐狂想曲-ダリア-』のタイトルで1999年2号まで連載された。

## プロローグ

### あらすじ
魔法王国ガーデンから、地球へ誤って落ちてしまった魔法種（マジックシード）の回収のため、地球へ降り立っただりあ。
種を探している時に出会った匡一から、種の匂いを嗅ぎ取っただりあは、匡一に誘われるまま彼の仕事場へ。果たして種は見つかるのか。

### 登場人物
だりあ＝からす
ガーデンの長老の命令で、マジックシードを回収するために地球へ。
久賀 匡一（くが きょういち）
人気ロック歌手。だりあと波長が合い、だりあを癒やす。
ウポ=ポ
だりあの随獣。人語を話す。「ウポポ」はアイヌ語で「歌」という意味。

## 本編

### あらすじ
日本に留学中のだりあ。連日連夜悪夢に悩まされ、「何かを思い出さなければならない」と思うのだが思い出すことができない。
ある日、自宅マンションのエレベーターで出会った、怪しいサングラスの男。警戒するだりあだったが、その男は人気ロック歌手・久賀匡一で、だりあの隣人であると判明。匡一からビデオへの出演をスカウトされたことから親しくなっていくが……。
だりあが思い出すべきこととは!?

### 登場人物
だりあ＝からす
高校2年生。日本に留学中の日系イギリス人。ベジタリアン。一人暮らしだが、門限は18時。本国の姉から毎晩電話でチェックが入るほど厳しい。
正体は、魔法王国ガーデンの第三王女。
久賀 匡一（くが きょういち）
人気ロック歌手。だりあに惹かれる。
ウポ=ポ
だりあの飼い猫。桃缶しか食べない。
正体は、だりあの随獣で、だりあを守るのが使命。
ローズマリー
だりあの上の姉。音楽雑誌の記者。妹思いのシスコン。
正体は、魔法王国ガーデンの第一王女。
マーガレット
だりあの下の姉。正体は、魔法王国ガーデンの第二王女。
エリカ＝バーンズ
だりあと同い年で、だりあを一方的にライバル視する。ガーデンの二大公爵家の一つ・バーンズ家の一人娘。
カルア
エリカの随獣。